# ウィリアム・ド・ブーン (初代ノーサンプトン伯)
初代ノーサンプトン伯ウィリアム・ド・ブーン（William de Bohun, 1st Earl of Northampton, 1312年ごろ - 1360年9月16日）は、イングランド貴族で軍人。

## 生涯
ウィリアムは第4代ヘレフォード伯ハンフリー・ド・ブーンとエリザベス・オブ・リズランの5男として生まれ、エドワードという双子がいる。母方の祖父母は、イングランド王エドワード1世とその最初の王妃エリナー・オブ・カスティルである。
ウィリアムは1330年にロジャー・モーティマーの逮捕に協力し、エドワード3世が権力を握るため支援した。その後、国王の信頼できる友人、指揮官となり、スコットランドとの戦争に参加した。
1332年、バークシャーのヒントンとスパイン、オックスフォードシャーのグレート・ヘイズリー、アスコット、デディントン、パートン、カートリントン、バッキンガムシャーのウィンカム、リンカンシャーのロングベニントン、ノッティンガムシャーのニーソル、グロスターシャーのニューンシャム、エセックスのウィックス、サセックスのボシャムなど、多くの新たな領地を受け取った。
1335年、エリザベス・ド・バドルズミア（1313年 - 1356年6月8日）と結婚した。エリザベスの両親である初代バドルズミア男爵バーソロミュー・ド・バドルズミアとマーガレット・ド・クレアは、その10年前にエドワード2世に反旗を翻していた。エリザベスとウィリアムは、エリザベスの最初の夫であったエドマンド・モーティマー（ロジャー・モーティマーの息子で相続人）の財産の一部を相続した。
ウィリアムは1337年にノーサンプトン伯に叙せられ、エドワード3世が高位貴族の階級を一新するために創設した6人の伯爵の1人となった。ウィリアムは長男ではなく、身分に見合った収入がなかったため、適当な領地が見つかるまで年金が支給された。
1349年にガーター騎士に叙せられ、1349年から1360年に亡くなるまでラトランドの長官を務めた。
ウィリアムは軍人であっただけでなく外交官としても活動し、1343年と1350年に二度フランスと条約締結のための交渉を行った。また、イングランド軍に捕らえられていたスコットランド王デイヴィッド2世の解放のためにスコットランドにおいて交渉する任務も負った。
1352年3月8日から1355年3月5日まで、北洋艦隊の提督に任命された。

## 子女
- ハンフリー（1341年 - 1373年） - 第7代ヘレフォード伯
- エリザベス（1350年頃 - 1385年） - 第11代アランデル伯リチャード・フィッツアランと結婚